# ボブ・ミークス
ボブ・ミ―クス（Bub Meeks、1869年 - 1912年11月22日）はアメリカ合衆国の西部開拓時代のアウトローである。ユタ州プロボで生まれ、ワイルドバンチ強盗団の一員であった。1896年8月13日にエルジー・レイ(Elzy Lay)、ブッチ・キャシディと共にアイダホ州モントピリア(Montpelier)で銀行強盗を行い、1897年に35年の刑を宣告され、アイダホ州立刑務所に収監された。自殺未遂などの後、1903年に精神病院に移され、その後脱走したが、逮捕されることはなかった。ワイオミング州エバンストンのワイオミング州立病院で死亡した。